# Az ifjú Indiana Jones kalandjai epizódjainak listája
Itt látható Az ifjú Indiana Jones kalandjai epizódjainak listája. Habár a Paramount Pictures és a Lucasfilm 44 részt forgatott, többet nem sugároztak a sorozat eredeti 1992-1993-as vetítésekor ABC-n (28-at, de mivel nyolcat négy tévéfilmmé összevágtak, ez a lenti listában csak 24-nek számít). 1994 és 1996 között még nyolcat összevágtak további négy tévéfilmmé. A teljes sorozatot újravágták 22 tévéfilmmé még 1996-ban. Néhány megjelent VHS-en 1999-ben (Indiana Jones összes kalandja-sorozat), míg a többit a Fox Family Channel sugározta 2001-ben. Mind megjelent DVD-n 2007-ben és 2008-ban. Magyarországon több csatorna is sugározta mindkét változatot.
A színkódok a sorozat egyes részeinek megjelenésének helyét jelölik – melyik „volume”, azaz kötet tartalmazza:
| Szín | DVD-cím | Egyesült Államok   | Egyesült Királyság | Magyarország |
| ---- | --- | ------------------ | ------------------ | ------------ |
|      | The Adventures of Young Indiana Jones: Volume One – The Early Years Az ifjú Indiana Jones kalandjai: Első kötet – A korai évek              | 2007. október 23.  | 2008. február 25.  | ???          |
|      | The Adventures of Young Indiana Jones: Volume Two – The War Years Az ifjú Indiana Jones kalandjai: Második kötet – A háborús évek           | 2007. december 18. | 2008. március 24.  | ???          |
|      | The Adventures of Young Indiana Jones: Volume Three – The Years of Change Az ifjú Indiana Jones kalandjai: Harmadik kötet – A változás évei | 2008. április 29.  | 2008. április 28.  | ???          |

## Eredeti részek

### Első évad (1992)
|  | Alább a cselekmény részletei következnek! |

|    | | Cím                                             | Író                                             | Rendező                                         | Vetítés                                         |
| -- | --- | ----------------------------------------------- | ----------------------------------------------- | ----------------------------------------------- | ----------------------------------------------- |
| 1. | Young Indiana Jones and the Curse of the Jackal | Young Indiana Jones and the Curse of the Jackal | Young Indiana Jones and the Curse of the Jackal | Young Indiana Jones and the Curse of the Jackal | Young Indiana Jones and the Curse of the Jackal |
| 1. | 1x01 | „Egypt 1908”                                    | Jonathan Hales Jule Selbo                       | Jim O'Brien Michael Schultz                     | 1992. március 4.                                |
| 1. | A tízéves Henry elkíséri szüleit a Királyok völgyébe, az egyiptomi piramisokhoz egy ásatásra. A gyermek Indy talál egy ókori múmiát és egy friss hullát egy régészeti ásatáson, Egyiptomban. T. E. Lawrence segítségével Indy részese lesz egy ármánykodással teli gyilkossági rejtély felderítésének. |                                                 |                                                 |                                                 |                                                 |
| 1. | 1x02 | „Mexico, March 1916”                            | Jonathan Hales                                  | Carl Schultz                                    | 1992. március 4.                                |
| 1. | Hogy ne keveredhessen többet bajba, a kamasz Indyt Új-Mexikóba küldik, nagynénje meglátogatására. Időközben ott elrabolja Pancho Villa, és magával sodorja a mexikói forradalom. |                                                 |                                                 |                                                 |                                                 |
| 2. | 1x03 | „London, May 1916”                              | Rosemary Anne Sisson                            | Carl Schultz                                    | 1992. március 11.                               |
| 2. | Rémy és Indy felvételre jelentkezik a belga hadseregbe. Angliában Indy akkor kerül bajba, amikor szerelmi ügye egy erős akaratú, fiatal nővel kisiklik a lány a nők választójogáért harcoló szüfrazsett-mozgalomban való buzgó hite és függetlenedési törekvései miatt. |                                                 |                                                 |                                                 |                                                 |
| 3. | 1x04 | „British East Africa, September 1909”           | Matthew Jacobs Reg Gadney                       | Carl Schultz                                    | 1992. március 18.                               |
| 3. | A gyermek Indy találkozik az Amerikai Egyesült Államok 26. elnökével, Theodore Roosevelttel kenyai szafari során. A neves sportember és vadász, aki a Smithsonian múzeum számára gyűjt ritkaságszámba menő trófeákat. Indy és újdonsült maszáj törzsbeli barátja azonban megakadályozzák, hogy a vadászat a kelleténél nagyobb károkat tegyen a természetben.                                                        |                                                 |                                                 |                                                 |                                                 |
| 4. | 1x05 | „Verdun, September 1916”                        | Jonathan Hales                                  | Rene Manzor                                     | 1992. március 25.                               |
| 4. | Indy Defense álnéven belga önkéntesként életveszélyes futárszolgálatot teljesít a fronton. Indy megkérdőjelezi a vezetőség döntésének erkölcsösségét, és szembeszáll azokkal a katonai hivatalnokokkal, akik nem törődnek az általuk irányított emberek életével. A parancsmegtagadással megakadályoz egy biztos katasztrófával végződő ütközetet.                                                                   |                                                 |                                                 |                                                 |                                                 |
| 5. | 1x06 | „German East Africa, December 1916”             | Frank Darabont                                  | Simon Wincer                                    | 1992. április 1.                                |
| 5. | Indy és Rémy a belga hadsereg kötelékében ezúttal az afrikai fronton teljesítenek szolgálatot. A németeknek majdnem sikerül bekeríteni őket, ám Indy – a parancs ellenére – ellentámadást kezdeményez, és sikerrel jár. Tettével kiérdemli felettesei elismerését és haragját egyaránt. Ezt követően veszélyes akcióra indul a szükséges hadfelszerelés célbajuttatásának feladatával a kontinens nyugati partjaira. |                                                 |                                                 |                                                 |                                                 |
| 6. | 1x07 | „Congo, January 1917”                           | Frank Darabont                                  | Simon Wincer                                    | 1992. április 8.                                |
| 6. | Indy most már a belga hadsereg kapitányaként – célba juttatta a szükséges muníciót, azonban az akció során szerzett malária őt és embereit letéríti. Egy német kórházban tér magához, ahol a kórház vezetője a nagyszerű humanista és orvos, Albert Schweitzer. |                                                 |                                                 |                                                 |                                                 |

1. ↑  TV-film, mely az „Egypt 1908” és „Mexico, March 1916” részeket tartalmazza.

|  | Itt a vége a cselekmény részletezésének! |

### Második évad (1992-1993)
|     | | Cím                                               | Író                                               | Rendező                                           | Vetítés                                           |
| --- | --- | ------------------------------------------------- | ------------------------------------------------- | ------------------------------------------------- | ------------------------------------------------- |
| 7.  | 2x01 | „Austria, March 1917”                             | Frank Darabont                                    | Vic Armstrong                                     | 1992. szeptember 21.                              |
| 7.  | IV. Károly magyar király és osztrák császár 1917 elején hajlandó arra, hogy titokban tárgyalásokat kezdjen az antant hatalmakkal az Osztrák–Magyar Monarchia esetleges kilépéséről a háborúból. Feleségének rokonai, Sixtus és Xavér Bourbon hercegek azt a feladatot kapják, hogy személyesen győzzék meg e lépés helyességéről a császárt. kényes és veszélyekkel teli küldetésükben Indiana Jones lesz a kísérőjük és segítőjük. |                                                   |                                                   |                                                   |                                                   |
| 8.  | 2x02 | „Somme, Early August 1916”                        | Jonathan Hensleigh                                | Simon Wincer                                      | 1992. szeptember 28.                              |
| 8.  | Az első világháború egyik legnagyobb áldozatokat követelő hadszínterén, a Somme folyó mentén harcol Indy és Rémy, a belga csapatok katonáiként. Hadtestük súlyos veszteségeket szenved és parancsnokság nélkül maradnak. Ennek következtében francia irányítás alá helyezik őket. |                                                   |                                                   |                                                   |                                                   |
| 9.  | 2x03 | „Germany, Mid-August 1916”                        | Jonathan Hensleigh                                | Simon Wincer                                      | 1992. október 5.                                  |
| 9.  | A somme-i csatát követően Indy német fogságba esik. A fogolytáborban megismerkedik Banet kapitánnyal, aki beavatja a franciák szökési terveibe. A szökési kísérlet meghiúsul, és Indy a legbiztonságosabbnak mondott németországi börtönbe, Dusterstadtba kerül. Ám a szökés lehetőségét itt sem adja fel. |                                                   |                                                   |                                                   |                                                   |
| 10. | 2x04 | „Barcelona, May 1917”                             | Gavin Scott                                       | Terry Jones                                       | 1992. október 12.                                 |
| 10. | Indy az első világháború egyik nemzetközi kémközpontjában, Barcelonában próbál hírszerzőhöz méltó álcázást találni. Ebben régi ismerőse, Picasso lesz segítségére, aki táncosként szerződteti a meghökkent fiatalembert Gyagilev balett-társulatába. |                                                   |                                                   |                                                   |                                                   |
| 11. | Young Indiana Jones and the Mystery of the Blues | Young Indiana Jones and the Mystery of the Blues  | Young Indiana Jones and the Mystery of the Blues  | Young Indiana Jones and the Mystery of the Blues  | Young Indiana Jones and the Mystery of the Blues  |
| 11. | 2x05 | „Chicago, April 1920”                             | Jule Selbo                                        | Carl Schultz                                      | 1993. március 13.                                 |
| 11. | Indy Chicagóban dolgozik pincérként, és összebarátkozik az étteremben játszó fekete zenészekkel, köztük Sidney Bechettel. Indy maga is szaxofonozni kezd, és szobatársával, Eliot Ness-szel bevetik magukat híres dzsesszklubok világába. |                                                   |                                                   |                                                   |                                                   |
| 11. | 2x06 | „Chicago, May 1920”                               | Jule Selbo                                        | Charles Schultz                                   | 1993. március 13.                                 |
| 11. | Meggyilkolják annak az étteremnek a tulajdonosát, ahol Indy dolgozik, a főszereplő szobatársával, Eliot Ness-szel, valamint az Olaszországban megismert Ernest Hemingwayjel hármasban próbálja megtalálni a tettest. |                                                   |                                                   |                                                   |                                                   |
| 12. | 2x07 | „Princeton, February 1916”                        | Matthew Jacobs                                    | Joe Johnston                                      | 1993. március 20.                                 |
| 12. | A kamasz Indy még mexikói utazása előtt Princetonban megismerkedik Thomas Edison egyik alkalmazottjával, aki elviszi őt és barátnőjét, Nancyt Edison laboratóriumába, ahol éppen az elektromos autót tesztelik. Váratlan rejtélybe keverednek, Edison egyik tervezőmérnökét elrabolják a tervekkel együtt. Indy és Nancy nekiindul, hogy a végére járjon az ügynek.                                                                 |                                                   |                                                   |                                                   |                                                   |
| 13. | 2x08 | „Petrograd, July 1917”                            | Gavin Scott                                       | Simon Wincer                                      | 1993. március 27.                                 |
| 13. | 1917 nyarán a franciák az orosz polgári kormányt támogatják, és legfőbb céljuk a háború befejezését követelő Lenin semlegesítése. Attól tartanak, hogy ha az oroszok kilépnek, a németek felszabaduló hadosztályaikat átdobják Franciaországba. Indy, a pétervári követség kötelékében e cél elérése érdekében „dolgozik”. |                                                   |                                                   |                                                   |                                                   |
| 14. | Young Indiana Jones and the Scandal of 1920 | Young Indiana Jones and the Scandal of 1920       | Young Indiana Jones and the Scandal of 1920       | Young Indiana Jones and the Scandal of 1920       | Young Indiana Jones and the Scandal of 1920       |
| 14. | 2x09 | „New York, June 1920”                             | Jonathan Hales                                    | Syd Macartney                                     | 1993. április 3.                                  |
| 14. | A chicagói egyetem nyári szünetében Indy New Yorkba utazik azt remélve, hogy sikerül munkát kapnia a Harlem dzsesszklubban. Azonban sem a pincéri állást, sem a betervezett szállást nem kapja meg, így egy bohém költőnél húzódik meg Greenwich Village-ben. Egy dzsesszklubban megismerkedik a fiatal zenészzsenivel, George Gershwinnel, aki segít neki munkát találni egy Broadway produkcióban.                                |                                                   |                                                   |                                                   |                                                   |
| 14. | 2x10 | „New York, July 1920”                             | Jonathan Hales                                    | Syd Macartney                                     | 1993. április 3.                                  |
| 14. | Indy New Yorkban a Brodwayen megismerkedik három lánnyal: Kate-tel, Peggyvel és Gloriával. Nem kis feladatot vállal magára, mivel mindhárom lányt szeretné boldoggá tenni, de persze úgy, hogy ők semmit sem tudjanak egymásról. Közben híres írók, zeneszerzők és színészek között forog. |                                                   |                                                   |                                                   |                                                   |
| 15. | 2x11 | „Vienna, November 1908”                           | Matthew Jacobs                                    | Mike Newell                                       | 1993. április 10.                                 |
| 15. | 1908 telén Indy apja részt vesz az osztrák császárvárosban első ízben megrendezett Pszichoanalitikai Kongresszuson. Indy időközben megismerkedik Ferenc Ferdinánd trónörökös bájos lányával, Sophie-val. Az ismeretség Indyben igen mély nyomokat hagy. Kavargó, zűrzavaros érzelmein Sigmund Freud, Alfred Adler és Carl Gustav Jung próbálnak segítséget nyújtani az eligazodáshoz.                                               |                                                   |                                                   |                                                   |                                                   |
| 16. | 2x12 | „Northern Italy, June 1918”                       | Jonathan Hales                                    | Bille August Michael Shultz                       | 1993. április 17.                                 |
| 16. | A fiatal Indy az olasz erők oldalán harcol Ausztria ellen 1918 nyarán Észak-Itáliában. Felderítéseket végez Voska kapitánnyal, és megismerkedik Ernest Hemingwayjel. Hemingway segít Indynek lepipálni egy ismeretlen riválist, akivel Indy egy olasz lány kegyeiért szállt versenybe. |                                                   |                                                   |                                                   |                                                   |
| 17. | Young Indiana Jones and the Phantom Train of Doom | Young Indiana Jones and the Phantom Train of Doom | Young Indiana Jones and the Phantom Train of Doom | Young Indiana Jones and the Phantom Train of Doom | Young Indiana Jones and the Phantom Train of Doom |
| 17. | 2x13 | „German East Africa, November 1916 (1)”           | Frank Darabont                                    | Peter MacDonald                                   | 1993. június 5.                                   |
| 17. | |                                                   |                                                   |                                                   |                                                   |
| 17. | 2x14 | „German East Africa, November 1916 (2)”           | Frank Darabont                                    | Peter MacDonald                                   | 1993. június 5.                                   |
| 17. | |                                                   |                                                   |                                                   |                                                   |
| 18. | 2x15 | „Ireland, April 1916”                             | Jonathan Hales                                    | Gilles MacKinnon                                  | 1993. június 12.                                  |
| 18. | |                                                   |                                                   |                                                   |                                                   |
| 19. | 2x16 | „Paris, September 1908”                           | Reg Gadney                                        | Rene Manzor                                       | 1993. június 19.                                  |
| 19. | |                                                   |                                                   |                                                   |                                                   |
| 20. | 2x17 | „Peking, March 1910”                              | Rosemary Anne Sisson                              | Gavin Millar                                      | 1993. június 26.                                  |
| 20. | |                                                   |                                                   |                                                   |                                                   |
| 21. | 2x18 | „Benares, January 1910”                           | Jonathan Hensleigh                                | Deepa Mehta                                       | 1993. július 3.                                   |
| 21. | |                                                   |                                                   |                                                   |                                                   |
| 22. | 2x19 | „Paris, October 1916”                             | Carrie Fisher                                     | Nicolas Roeg                                      | 1993. július 10.                                  |
| 22. | |                                                   |                                                   |                                                   |                                                   |
| 23. | 2x20 | „Istanbul, September 1918”                        | Rosemary Anne Sisson                              | Mike Newell                                       | 1993. július 17.                                  |
| 23. | |                                                   |                                                   |                                                   |                                                   |
| 24. | 2x21 | „Paris, May 1919”                                 | Jonathan Hales                                    | David Hare                                        | 1993. július 24.                                  |
| 24. | |                                                   |                                                   |                                                   |                                                   |

1. ↑  TV-film, mely a „Chicago, April 1920” és „Chicago, May 1920” részeket tartalmazza.
2. ↑  TV-film, mely a „New York, June 1920” és „New York, July 1920” részeket tartalmazza.
3. ↑  TV-film, mely a „German East Africa, November 1916 (1)” és „German East Africa, November 1916 (2)” részeket tartalmazza.

#### Nem sugárzott részek
|  |      | Cím                           | Író                | Rendező      |
|  | ---- | ----------------------------- | ------------------ | ------------ |
|  | 2x22 | „Prague, August 1917”         | Gavin Scott        | Robert Young |
|  | 2x23 | „Florence, May 1908”          | Matthew Jacobs     | Bille August |
|  | 2x24 | „Palestine, October 1917 (1)” | Frank Darabont     | Simon Wincer |
|  | 2x25 | „Transylvania, January 1918”  | Jonathan Hensleigh | Dick Maas    |

### Harmadik évad (1994-1996)
|     |                                                           | Cím                                                       | Író                                                       | Rendező                                                   | Vetítés                                                   |
| --- | --------------------------------------------------------- | --------------------------------------------------------- | --------------------------------------------------------- | --------------------------------------------------------- | --------------------------------------------------------- |
| 25. | Young Indiana Jones and the Hollywood Follies             | Young Indiana Jones and the Hollywood Follies             | Young Indiana Jones and the Hollywood Follies             | Young Indiana Jones and the Hollywood Follies             | Young Indiana Jones and the Hollywood Follies             |
| 25. | 3x01                                                      | „Hollywood, August 1920 (1)”                              |                                                           |                                                           | 1994. október 15.                                         |
| 25. | 3x02                                                      | „Hollywood, August 1920 (1)”                              |                                                           |                                                           | 1994. október 15.                                         |
| 26. | Young Indiana Jones and the Treasure of the Peacock's Eye | Young Indiana Jones and the Treasure of the Peacock's Eye | Young Indiana Jones and the Treasure of the Peacock's Eye | Young Indiana Jones and the Treasure of the Peacock's Eye | Young Indiana Jones and the Treasure of the Peacock's Eye |
| 26. | 3x03                                                      | „London/Egypt, November 1919”                             |                                                           |                                                           | 1995. január 15.                                          |
| 26. | 3x04                                                      | „South Pacific, November 1919”                            |                                                           |                                                           | 1995. január 15.                                          |
| 27. | Young Indiana Jones and the Attack of the Hawkmen         | Young Indiana Jones and the Attack of the Hawkmen         | Young Indiana Jones and the Attack of the Hawkmen         | Young Indiana Jones and the Attack of the Hawkmen         | Young Indiana Jones and the Attack of the Hawkmen         |
| 27. | 3x05                                                      | „Ravenelle, Germany, 1917”                                | Matthew Jacobs Rosemary Anne Sisson Ben Burtt             | Ben Burtt                                                 | 1995. október 8.                                          |
| 27. | 3x06                                                      | „Ahlgorn, Germany 1917”                                   | Matthew Jacobs Rosemary Anne Sisson Ben Burtt             | Ben Burtt                                                 | 1995. október 8.                                          |
| 28. | Young Indiana Jones: Travels with Father                  | Young Indiana Jones: Travels with Father                  | Young Indiana Jones: Travels with Father                  | Young Indiana Jones: Travels with Father                  | Young Indiana Jones: Travels with Father                  |
| 28. | 3x07                                                      | „Russia 1910”                                             | Frank Darabont Matthew Jacobs Jonathan Hales              | Michael Schultz                                           | 1996. június 16.                                          |
| 28. | 3x08                                                      | „Athens 1910”                                             | Frank Darabont Matthew Jacobs Jonathan Hales              | Deepa Mehta                                               | 1996. június 16.                                          |

1. ↑  TV-film, mely a „Hollywood, August 1920 (1)” és „Hollywood, August 1920 (2)” részeket tartalmazza.
2. ↑  TV-film, mely a „London/Egypt, November 1919” és „South Pacific, November 1919” részeket tartalmazza.
3. ↑  TV-film, mely a „Ravenelle, Germany, 1917” és „Ahlgorn, Germany 1917” részeket tartalmazza.
4. ↑  TV-film, mely a „Russia 1910” és „Athens 1910” részeket tartalmazza.

#### Nem sugárzott részek
|  |      | Cím                           | Író        | Rendező         |
|  | ---- | ----------------------------- | ---------- | --------------- |
|  | 3x09 | „Tangiers 1908”               | Jule Selbo | Michael Schultz |
|  | 3x10 | „Morocco 1917”                |            |                 |
|  | 3x11 | „Palestine, October 1917 (2)” |            |                 |
|  | 3x12 | „Princeton 1919”              |            |                 |

## A VHS-változat részei
|                 |              | Eredeti cím                         | Magyar cím                                         | Helyszín/idő                                                         |
| A korai évek    | A korai évek | A korai évek                        | A korai évek                                       | A korai évek                                                         |
| --------------- | ------------ | ----------------------------------- | -------------------------------------------------- | -------------------------------------------------------------------- |
| 1.              | 1x01 3x09    | My First Adventure                  | Az első kaland                                     | Egyiptom (1908. május) / Tanger (1908)                               |
| 2.              | 1x04 2x16    | Passion for Life                    | Festői kalandok                                    | Brit Kelet-Afrika (1909. szeptember) / Párizs (1908. szeptember)     |
| 3.              | 2x11 2x23    | The Perils of Cupid                 | Ámor nyilai                                        | Bécs (1908. november) / Firenze (1908. május)                        |
| 4.              | 3x07 3x08    | Travels with Father                 | Hajszál híján                                      | Oroszország / Athén (1910)                                           |
| 5.              | 2x18 2x17    | Journey of Radiance                 | Kalandok a mesés keleten                           | Benares (1910. január) / Peking (1910. március)                      |
| 6.              | 2x07 1x02    | Spring Break Adventure              | Éljen a forradalom! (Kalandos tavaszi szünet)      | Princeton (1916. február) / Mexikó (1916. március)                   |
| 7.              | 2x15 1x03    | Love's Sweet Song                   | Indy szerelmes lesz                                | Írország (1916. április) / London (1916. május)                      |
| A háborús évek  |              |                                     |                                                    |                                                                      |
| 8.              | 2x02 2x03    | Trenches of Hell                    | A nagy szökés (A pokol lövészárkai)                | Somme (1916. augusztus eleje) / Németország (1916. augusztus közepe) |
| 9.              | 1x05 2x19    | Demons of Deception                 | Kaland Mata Harival                                | Verdun (1916. szeptember) / Párizs (1916. október)                   |
| 10.             | 2x13 2x14    | Phantom Train of Doom               | A fantomvonat (A végzet fantomvonala)              | Német Kelet-Afrika (1916. november)                                  |
| 11.             | 1x06 1x07    | Oganga, the Giver and Taker of Life | Kaland Afrikában (Oganga, az életadó és halálhozó) | Német Kelet-Afrika (1916. december) / Kongó (1917. január)           |
| 12.             | 3x05 3x06    | Attack of the Hawkmen               | A légipárbaj (A sólymok támadása)                  | Ravanel / Ahlgorn, Németország (1917)                                |
| 13.             | 2x01 2x08    | Adventures in the Secret Service    | Titkosügynök Indy (Kalandok a titkosszolgálatnál)  | Ausztria (1917. március) / Szentpétervár (1917. július)              |
| 14.             | 2x04 2x22    | Espionage Escapades                 | Indy, a kém                                        | Barcelona (1917. május) / Prága (1917. augusztus)                    |
| 15.             | 2x24 3x11    | Daredevils of the Desert            | Sivatagi fenegyerek (Vakmerő sivatag)              | Palesztina (1917. október)                                           |
| A változás évei |              |                                     |                                                    |                                                                      |
| 16.             | 2x12 3x10    | Tales of Innocence                  | Versenyszerelem (Az ártatlanság meséi)             | Észak-Olaszország (1918. június) / Marokkó (1917)                    |
| 17.             | 2x25 2x20    | Masks of Evil                       | Álarcot ölt a gonosz (A gonosz álarcai)            | Erdély (1918. január) / Isztambul (1918. szeptember)                 |
| 18.             | 3x03 3x04    | Treasure of the Peacock's Eye       | Az elveszett gyémánt nyomában (A pávaszem kincse)  | London / Egyiptom / Dél-Óceánia (1919. november)                     |
| 19.             | 2x21 3x12    | Winds of Change                     | Szép új világ                                      | Párizs (1919. május) / Princeton (1919)                              |
| 20.             | 2x05 2x06    | The Mystery of the Blues            | Gépfegyver blues (A blues rejtélyei)               | Chicago (1920. április / május)                                      |
| 21.             | 2x09 2x10    | The Scandal of 1920                 | Indy, a szoknyavadász                              | New York (1920. június / július)                                     |
| 22.             | 3x01 3x02    | The Hollywood Follies               | Kaland Hollywoodban (Hollywood hercegei)           | Hollywood (1920. augusztus)                                          |
| Mozifilmek      |              |                                     |                                                    |                                                                      |
| 23.             |              | The Temple of the Doom              | A végzet temploma                                  | Sanghaj / India (1935)                                               |
| 24.             |              | Raiders of the Lost Ark             | Az elveszett frigyláda fosztogatói                 | Peru / Nepál / Kairó / Tunisz / Égei-tenger (1936)                   |
| 25.             |              | The Last Crusade                    | Az utolsó kereszteslovag                           | Velence / Németország / Hatay (1938)                                 |
| 26.             |              | The Kingdom of the Crystal Skull    | A kristálykoponya királysága                       | New Mexico / Connecticut / Mexikóváros / Peru (1957)                 |
| 27              |              | The Dial of Destiny                 | A sors tárcsája                                    | New York / Tanger / Szicília / (1969)                                |

1. ↑  A magyar címek az újabb szinkron és a későbbi televíziós közvetítések alapján lettek közölve. Az eredeti VHS változatok címe zárójelben található. Lásd még: #Magyar címek.
2. ↑  Nem része a sorozatnak, mozifilm. A szám az Indiana Jones összes kalandjai-sorozatban elfoglalt helyét jelöli (25-ig voltak számozva, a 27-es csak elméleti).

### Magyar címek
Az eredeti változat címei a helynév és a dátum magyarra alakításai voltak. A VHS-változat Magyarországon először 2000. március 13-án jelent meg. Először a három mozifilm felújított változatát adták ki 23–25. számozással, melyhez ajándékként csatolták a 11. részt – Oganga, az életadó és halálhozó címen. Ezt követték a következő részek:
1. A végzet fantomvonala (2000. március 27.)
2. Vakmerő sivatag (2000. március 27.)
3. Kalandos tavaszi szünet (2000. április 2.)
4. A pávaszem kincse (2000. április 2.)
5. A pokol lövészárkai (2000. augusztus 1.)
6. A sólymok támadása (2000. október 1.)
7. Kalandok a titkosszolgálatnál (2000. november 25.)
8. A gonosz álarcai (2000. december 1.)
9. Az ártatlanság meséi (2000. december 19.)

A sorozat további epizódjai azóta sem lettek kiadva. Azonban a televíziós sugárzások szinkronjában a már kiadott epizódok is új címeket kaptak. Ezeket tartalmazza a fenti lista.

## Megvalósítatlan ötletek
George Lucas mintegy 70 történetet talált ki a sorozathoz, melyek 1905-től egészen a mozifilmekig mesélték volna el Indy történetét. Ezekből 31 került megfilmesítésre.
Második évad
- „Berlin, Late August, 1916” – Berlin (1916. késő augusztus): A Somme–Németország-kör harmadik része lett volna, mely Indy somme-i raboskodását követte volna végig beleértve szökését Somme-ból és Németországból. Indy döntésre kényszerült volna, hogy visszatér az Amerikai Egyesült Államokba (habár még nem álltak hadban), vagy visszatér a belga hadsereghez – amit meg is tesz. A történelmi személy Sigrid Schultz lett volna.

Harmadik évad
- „Le Havre, June 1916” – Le Havre (1916. június): Katonai kiképzés. Remyt megvádolták volna a kiképzőtiszt meggyilkolásával, de Indy végvédte volna. Jean Renoir szerepelt a történetben.
- „Moscow, March 1918” – Moszkva (1918. március): A „Russia 1917” egyféle folytatása. Indy a forradalom ellenes csoportoknk dolgozott volna, hogy lehetővé tegye az Amerikai Egyesült Államoknak a hatalomátvátelt.
- „Bombay, April 1919” – Bombay (1919. április): Indy találkozott volna Ghandival a pávaszem kincsének kereséséből való visszatérése során. A történet egy része valószínűleg megtalálható A pávaszem kincsében.
- „Buenos Aires, June 1919” – Buenos Aires (1919. június): Indyt kirabolták volna, miközben megpróbál hazjutni, és Dél-Amerikában kötött volna ki tanítóként.
- „Havana, December 1919” – Havana (1919. december): Indy és apja Kubában. A történet az integrációs problémák körül forgott volna, és egy fekete játékos legyőzte volna Babe Ruth-t.
- „Honduras, December 1920” – Honduras (1920. december) Indy találkozott volna Belloqkal (szerepel Az elveszett frigyláda fosztogatóiban), miközben összebarátkoznak. Belloq ellopott volna egy kristálykoponyát és eladta volna. A történet jelentős részét adoptálták az Indiana Jones és a kristálykoponya királysága című filmben.
- „Alaska, June 1921” – Alaszka (1921. június): Indy az eszkimókat tanulmányozta volna. Indy kutyaszánon sietett volna orvosi ellátmányokért, hogy megmentsen egy falut.
- „Brazil, December 1921” – Brazília (1921. december) Indy és Belloq találkozott volna Charles Fawcett-tal, hogy megtaláljanak egy elveszett várost.

9-10 éves Indiana Jones-kalandok
- „Stockholm, December 1909” – Stockholm (1909. december)
- „Russia, March 1909” – Oroszország (1909. március)
- „Jerusalem, June 1909” – Jeruzsálem (1909. június): Indy találkozott volna Abner Ravenwooddal (említik Az elveszett frigyláda fosztogatóiban), aki a frigyládát keresi a templomhegyen.
- „Geneva, May 1909” – Genf (1909. május)
- „Tokyo, April 1910” – Tokió (1910. április)

Készült volna néhány rész az 5 éves Indyről:
- „Princeton, May 1905” – Princeton (1905. május): Paul Robeson szerepelt volna ebben a részben.